# Самойлова, Елена Леонидовна
Самойлова Елена Леонидовна (род.07.08.1988 г.р.) г. Челябинск — российская волейболистка, тренер. Воспитанница волейбольной школы г. Челябинска, тренер Сухова Людмила Владимировна.
С 2002—2008 ВК «Автодор-Метар» г. Челябинск
с 2008—2012 ВК «Тюмень-ТюмГУ» г. Тюмень
с 2012—2013 ВК «Протон» г. Саратов
с 2013—2018 ВК «Динамо-Метар» г. Челябинск
с 2018—2020 ВК «Енисей» г. Красноярск
с 2020—2021 ВК «Уралочка-НТМК» г. Екатеринбург
с 2021—2022 ВК «Куаныш» г. Петропавловск (Казахстан)
с 2022—2023 Тренер по ОФП ВК «Динамо- Метар 2»
с 2023 и по н. в. главный тренер ВК «Динамо-Метар 2»

## Награды
В составе Молодежной Сборной России: Серебряный призер Чемпионата Европы (Эстония)
Серебряный призер Чемпионата Мира (Макао)
Многократная Чемпионка Высшей Лиги «А» Чемпионата России
Серебряный призер Кубка России 2019 г (г. Красноярск)
Серебряный призер Чемпионата Казахстана и Кубка Казахстана 2022 г
Чемпионка клубного Чемпионата Азии 2022 г.